# La signora in nero
La signora in nero è un film del 1943 diretto da Nunzio Malasomma.
Distribuita nelle sale cinematografiche il 13 dicembre 1943, la pellicola è un esempio di commedia degli equivoci del cosiddetto filone dei telefoni bianchi.

## Trama
Un giovane dottore in chimica in procinto di sposarsi è schiaffeggiato pubblicamente da una misteriosa signora velata di nero. Ne nasce uno scandalo e il matrimonio sfuma. Ma poiché lui si proclama innocente, il padre della ragazza, che lo ha sempre ritenuto un ragazzo bravo, onesto e con la testa a posto, vuol vedere chiaro nella faccenda. Per delle impreviste circostanze, si accorge ben presto del contrario. La ragazza, allora, annuncia di avere un altro fidanzato, ma costui fa capire – ancora prima di essere presentato ai genitori – che di matrimonio non ne vuol neanche sentire parlare. Ed allora, per rimediare la ragazza si rivolge alla misteriosa signora in nero che altri non è che una sua amica, che si era prestata a schiaffeggiare il chimico perché lei potesse liberamente sposare l'altro. L'amica promette di aiutarla, ma per colpa della capricciosa fanciulla, vede sfumare anche il proprio matrimonio. Il giovane dottore, però, le ha dimostrato di essere un marito ideale.